# ۱۰۷۹ (قمری)
۱۰۷۹ (قمری)، هزار و هفتاد و نهمین سال در گاهشماری هجری قمری است. اول محرم این سال برابر با یازدهم ژوئن سال ۱۶۶۸ میلادی است.